# La Vandeana
La Vandeana è una canzone italiana che affonda le sue radici nella storia della controrivoluzione francese, in particolare nella guerra di Vandea, combattuta tra il 1793 e il 1796. Questo conflitto vide la popolazione della regione della Vandea insorgere contro il governo rivoluzionario francese, opponendosi alla coscrizione obbligatoria e difendendo la monarchia e la fede cattolica. La canzone celebra il coraggio e la determinazione dei combattenti vandeani, che si opposero con forza alle truppe repubblicane, spesso in condizioni di estrema difficoltà.
Il testo della canzone è fortemente evocativo e ricco di immagini poetiche che rimandano alla lotta dei vandeani. Parla di soldati fedeli alla corona che affrontano il destino con onore, di cavalieri che sfidano il vento freddo del terrore e di un popolo che combatte per la propria libertà e per la restaurazione della monarchia. Il brano è stato interpretato da diversi gruppi musicali, tra cui Settimo Sigillo, che ha realizzato una versione particolarmente nota. La melodia è solenne e marziale, con un ritmo che richiama le marce militari e le ballate epiche.
La Vandeana è stata adottata da vari movimenti tradizionalisti e monarchici, che la considerano un inno alla resistenza contro l'oppressione rivoluzionaria. Il testo esprime un forte senso di appartenenza e di sacrificio, con riferimenti al Sacro Cuore di Gesù, simbolo della fede cattolica e della lotta contro l'ateismo rivoluzionario. La canzone si conclude con una preghiera alla Vergine Maria, invocata affinché salvi la Francia dalla maledizione della rivoluzione e riporti il giglio bianco, simbolo della monarchia, a risplendere sulle colline della Vandea.